# Z Gorres
Z Gorres, pseudonimo di Zeta Celestino Oliveros Gorres (Nasipit, 18 aprile 1982), è un pugile filippino.
Soprannominato "The Dream" (in italiano "il sogno"), ha un record di 31-2-2, con 17 successi prima del limite.

## Biografia
Zeta è nato a Nasipit, Agusan Del Norte, il 18 aprile 1982. Aveva un fratello, Jun Gorres, ex pugile morto in un incontro per strada. Il suo vero nome è una combinazione di quelli dei suoi genitori: la madre si chiama Zeta, il padre Celestino Gorres.

## Carriera
Il 13 novembre 2009 ha affrontato il colombiano Luis Melendez (26-3-1) al Mandalay Bay House of Blues, Las Vegas, Nevada. Dopo aver dominato gran parte dell'incontro Gorres ha subito un knockdown nell'ultima parte della gara, riuscendo però a rialzarsi e a terminare il match. Alla fine dei conti è stato The Dream a trionfare, per decisione unanime: 98-90, 98-90 e 97-91. Dopo l'annuncio della sua vittoria, però, Gorres è collassato ed è stato portato via in barella. Portato subito al University Medical Center di Las Vegas, è stato sottoposto ad un intervento chirurgico per alleviare il gonfiore sul lato sinistro della testa. Tale gonfiore è stato probabilmente causato dal pugno da KD di Melendez: dopo averlo subito il filippino si è subito rimesso in piedi ma nessuno si aspettava tale conseguenza. Inizialmente i dottori hanno deciso di tenerlo in coma per un paio di giorni, ma il suo corpo ha risposto bene ad una serie di cure molto meglio di quanto ci si aspettava. È riuscito a riprendere coscienza. Cìò ha molto probabilmente sancito la fine della sua carriera: dopo l'intervento gli è stato infatti consigliato di ritirarsi.